# Alergija na cvetni prah
Alergija na cvetni prah ali tudi poznano kot seneni nahod, je alergijska bolezen zgornjih dihal, ki se pojavi v času, ko rastline cvetijo. Pojavi se pri ljudeh, ki so alergični. Pri nekaterih se pojavi kot kihanje, smrkanje in solzenje oči, pri nekaterih se lahko celo razvije astma. 
Zanimivost: Zakaj se imenuje seneni nahod?
Ker so se že v zgodovini ljudem pojavljali simptomi, največkrat od pomladnega maja do poletnega junija, ko se je pospravljalo seno.

### Razlaga pojmov alergija in cvetni prah
- Alergija: Alergija je preobčutljiva motnja imunskega sistema. Ko imunski sistem reagira na običajno neškodljive snovi v okolju, pravimo, da ima alergijsko reakcijo. Snov, ki pa reakcijo povzroča, imenujemo alergen.

- Cvetni prah: Cvetni prah je fin ali grob prah, ki vsebuje pelodno zrno semen rastlin, kjer se proizvajajo moške gamete (spermije). Zrna cvetnega prahu imajo trdno plast, ki ščiti spermije v procesu njihovega gibanja iz prašnikov na pestič cvetočih rastlin ali iz moškega stožca na ženski stožec iglastih rastlin. Ko peloda pristaneta na pestiču ali stožcu, proces imenujemo opraševanje, in rastlina kali ter proizvaja cvetni prah, ki prenaša spermije na neoplojeno žensko pelodno zrno.

## Kaj povzroča alergijo na cvetni prah?
Alergije na cvetni prah, do katerih najpogosteje prihaja v spomladanskem času, so posledica cvetnega prahu iz dreves, katerih oprašitve za začnejo že v mesecu januarju in trajajo do aprila, vendar se pri nekaterih drevesih cvetenje pojavi šele oziroma tudi v jesenskem času (odvisno od podnebja in geografskega območja). Drevesa, ki so največji povzročitelji alergij so hrast, oljka, brest, breza, jesen, javor, cipresa in oreh. Vendar pa drevesa niso edini povzročitelji alergij. Spomladi in poleti najpogosteje prihaja do alergij na cvetni prah trave. Alergija na cvetni prah pa ni časovno opredeljena. Lahko traja skozi celo leto. Ko pride do stika s travo, je največja reakcija srbenje. Pod kategorijo cvetnega prahu trave spadajo mačji rep, rž, sadna drevesa oziroma nasadi, rdeči vrh in modra trava (severne trave) in bermuda trava ter ostale trave, ki spadajo pod južne trave, ki uspevajo v bolj toplem podnebju.

### Razporeditev vsebnosti cvetnega prahu po stopnjah:
- Zelo visoka: Breza, cipresa, ambrozija, oljka, trave
- Visoka: Pelin, Krišina
- Srednje visoka: Leska, jelša, jesen,m gaber, hrast, pravi kostanj, trpotec
- Nizka: Vrba, javor, bezeg, kislica
- Zelo nizka: Oreh, divji kostanj, hmelj, tisa

Razen ciprese, cvetni prah iglavcev ne povzroča alergijskih reakcij. 

## Simptomi alergije na cvetni prah
- Kihanje
- Solzenje
- Srbeče oči
- Zamašen nos
- Izcedek iz nosu
- Srbeče grlo
- Kašelj

Alergijska reakcija na cvetni prah ima enake simptome kakor prehlad, poleg tega, da se tudi pojavljajo vneto grlo in hripavost.

## Kako omiliti alergijske reakcije?
Prvi korak je, ugotoviti ali gre za reakcije na cvetni prah. Ni zdravil, ki bi alergijo popolnoma odstranili, so pa nasveti, kako jo omiliti. 
- Eden od nasvetov je, če veste, da ste alergični na cvetni prah, da se v času cvetenja in brstenja rastlin izogibajte alergenov, kot so trava, drevesa, grmički. Izogibajte se poležavanja v travi in sprehodov po gozdu, kjer so drevesa, ki povzročajo alergijske reakcije. Izogibajte se tudi sprehodom v času po dežju, saj je takrat vsebnost cvetnega prahu in pelodov najvišja in pa zadrževanja na prostem v zgodnjih jutranjih urah.
- Če imate hišnega ljubljenčka, mu takoj po sprehodu obrišite dlako, saj je velika verjetnost, da se je nanjo prijel cvetni prah.
- Po raziskavah sodeč naj bi alergije omililo uživanje rib in sveže zelenjave, kot so paradižniki, jajčevci in bučke.
- Okna stanovanja/hiše naj bodo zaprta, saj tako lahko preprečite lebdenje cvetnega prahu v stanovanje oziroma po stanovanju. V primeru, da je okno odprto, sesajte tla stanovanja pogosteje, saj se je cvetni prah lahko polegel na tla, vendar vas še vedno draži.
- Pomaga tudi redno tuširanje in umivanje las. Ne vede se na lasišču nabira cvetni prah, ki ga celo  prenesete na ležišče.

Poleg nasvetov pa so najpogostejša rešitev predpisana zdravila zdravnikov. Za manj nadležnosti z nahodom pomagajo pršila za nos, kapljice za oči, sirup proti kašlju in tablete, ki okrepijo imunski sistem proti alergenom.

### Poznamo še štiri možne rešitve, in sicer uporaba:
- Ionizatorja: Negativni ioni, ki jih oddaja ionizator naprava, so zelo močno sredstvo proti vsem vrstam alergij, saj močno nižajo raven histamina v telesu. Ker ionska terapija histamin niža na varen način, se tudi ne beleži nikakršnih stranskih učinkov na telo.

- Klimatske naprave: Zrak v stanovanju lahko očistimo tudi z uporabo klimatske naprave, ki omogoča predvsem lažje dihanje, poleg tega, da so ostali simptomi omiljeni.
- HEPA filtra: Sesanje s sesalnikom, ki vsebuje HEPA filter, je priporočljivo, saj očisti prostor cvetnega prahu in celo drugih alergenov in škodljivcev, kot so na primer pršice. Poleg rednega sesanja, še bolje sesanja s HEPA filtrom, je priporočena tudi uporaba parnih čistilnikov, ki poskrbijo za dodatno kvalitetno in zdravo okolje.
- Sušilnega stroja: Uporaba sušilnega stroja pomaga predvsem ljudem, ki perilo sušijo na prostem ali  v bivalnem prostoru, ki ga ob enem prezračujejo z odprtim oknom. Če se perilo suši v sušilnem stroju, ni možnosti, da alergeni pridejo v stik z oblačili in posteljnino, kar posledično med nošenjem ne draži nosu, oči, tudi srbenja kože ni, prav tako je spanec bolj miren.

## Kaj lahko poslabša alergijo na cvetni prah?
Izogibajte se zadev, kot so:
- Kajenje
- Alkohol: Po študijah sodeč naj bi ljudje, ki vsak teden ali večkrat na teden uživajo alkoholne pijače, imeli 3% več možnosti za alergijo na cvetni prah.
- Stresne situacije
- Lončnice (rastline)
- Sušenje perila na prostem
- Pranje perila na nizki temperaturi: Razlika v pranju na visokih ali nizkih temperaturah je očitna; blago oprano na 95ºC je popolnoma očiščeno alergenov, medtem ko je na blagu, opranem na nižji temperaturi, odstranjenih le 7% alergenov.
- Neredno umivanje (predvsem lasišča)
- Uporaba kloriranih zaprtih bazenov: Pogosto draži oči in nosno sluznico, kar seneni nahod le poslabša.
- Odlašanje z jemanjem predpisanih protialergijskih zdravil

## Povezave
Kaj poslabša alergijo na cvetni prah
Proti alergijam
Ali alergije uničujejo nočni počitek
HEPA filter
Čistejši zrak s klimatsko napravo
Help allergy pollen Arhivirano 2013-05-18 na Wayback Machine.
Ways to fight pollen allergies Arhivirano 2013-05-18 na Wayback Machine.
Pollen allergies treatments
Pollen
Allergy
Nad alergijam s sušilnim strojem Arhivirano 2014-02-13 na Wayback Machine.